# Повісті Бєлкіна
«Повісті покійного Івана Петровича Бєлкіна» (рос. Повести покойного Ивана Петровича Белкина) — цикл повістей російського письменника Олександра Пушкіна, який складається з 5-ти повістей і випущений ним без вказівки імені справжнього автора, тобто самого Пушкіна. Книга складається з передмови видавця та п'яти повістей: «Постріл», «Заметіль», «Трунар», «Станційний доглядач» і «Панянка-селянка».

## Історія створення
«Повісті Бєлкіна» — перший закінчений прозаїчний твір Пушкіна. Усі повісті написані в селі Велике Болдіно восени 1830 року. Згідно з датуванням автора, повісті завершені:
- «Трунар» — 24 лютого;
- «Станційний доглядач» — 14 вересня;
- «Панянка-селянка» — 20 вересня;
- «Постріл» — 14 жовтня;
- «Заметіль» — 20 жовтня.

Передмова «Від видавця» датується імовірно другою половиною жовтня або 31 жовтня — початком листопада 1830 року. Коментарі Б. В. Томашевського до VI тому «Повного зібрання творів у 6 томах».
Вперше весь цикл повістей, включаючи «видавничу» передмову, був опублікований у книзі «Повісті покійного Івана Петровича Бєлкіна, видані О. П.» (СПб., 1831).

## Іван Петрович Бєлкін
Іван Петрович Бєлкін — персонаж, вигаданий Пушкіним. Це молодий поміщик, який займався на дозвіллі письменництвом та помер у 1828 році. Він склав 5 повістей. Його коротка біографія описується в передмові до книжки. Окрім циклу повістей, Бєлкін виступив і як автор хроніки «Історія села Горюхіна».

## Від видавця
Вступ, що містить нібито видавниче пояснення і лист деякого поміщика, сусіда Бєлкіна, з розповіддю про нього.
Видавниче слово написане з часткою гумору. Наприклад, на початку вступу видавець пише про лист: «Розміщуємо його без всяких змін та приміток…», але до листа далі додано дві примітки та прихована частина тексту. Це створює ігровий образ «простодушного» або «наївного» видавця, який начебто не помітив протиріччя у власних словах. Також, у листі написано: «…лист Ваш від 15-го цього місяця отримати мав я честь 23 цього ж місяця…», але підписаний він 16 листопада — виходить, що відповідь була написана до отримання самого листа.

## Сюжет
У передмові до циклу Пушкін говорить, що автором повістей нібито був нині покійний молодий чоловік Іван Петрович Бєлкін, який народився в селі Горюхіні. Після смерті батьків він залишив службу в єгерському полку і повернувся у свою вотчину. Господарських здібностей Бєлкін не мав і незабаром розорив маєток. Зате в нього був надзвичайний інтерес до жіночої статі, а також до слухання і запису цікавих життєвих історій. За словами Пушкіна, Бєлкін помер у кінці 1828 року від «лихоманки, яка переросла в гарячку». Повісті ж його тепер пропонуються читачам, як «пам'ятник благородного способу мислення і зворушливого приятельства».

## Художні особливості
Пушкін писав кожну повість в тому чи іншому існуючому до того часу в російській літературі напрямку: «Постріл» — реалізм; «Заметіль», «Станційний доглядач» — сентименталізм; «Панянка-селянка» — водевіль, «Трунар» — містить елементи готичної повісті. У творах легко уловима тема «маленької людини», що виявляється, наприклад, у повісті «Станційний доглядач».

## Деякі сучасні видання
Видавництво «Азбука Классика» помістило на обкладинку книжки відомий портрет графа О. К. Толстого роботи Карла Брюллова. Зв'язок портрета зі змістом книжки видавництво не пояснює.

## Відгуки
Ставлення сучасників до всього циклу було вельми посереднє.

### Літературна критика
- Белый А. А. «„Повести Белкина“: перипетии совести». Московский пушкинист. Т. XII, М. ИМЛИ РАН. 2009. С. 316.
- В. Э. Вацуро «Повести покойного Ивана Петровича Белкина» // В. Э. Вацуро. Записки комментатора. СПб., 1994.
- Вас. В. Гиппиус. Повести Белкина (1937) // В. В. Гиппиус. От Пушкина до Блока. М.; Л., 1966.
- Т. А. Китанина. Еще раз о «старой канве». (Некоторые сюжеты «Повестей Белкина») // Пушкин и мировая культура. СПб.; Симферополь, 2003.

## Український переклад
Повість «Постріл» українською мовою уперше 1930 року видано харківським видавництвом «Книгоспілка» в перекладі Миколи Зерова. У 1937 році видавництвом «Держлітвидав УРСР» видано переклад всіх «Повістей», виконаний Б. Д. Ткаченком. У 1953 році видано переклад М. П. Стельмаха у складі «Зібрання творів О. С. Пушкіна в чотирьох томах».